# Liste des attentats islamistes meurtriers en Finlande
Pour un article plus général, voir Liste des attentats islamistes meurtriers en Europe.
 (signalé en juin 2025).
Si vous disposez d'ouvrages ou d'articles de référence ou si vous connaissez des sites web de qualité traitant du thème abordé ici, merci de compléter l'article en donnant les références utiles à sa vérifiabilité et en les liant à la section « Notes et références ».
- Archive Wikiwix
- Bing
- Cairn
- DuckDuckGo
- E. Universalis
- Gallica
- Google
- G. Books
- G. News
- G. Scholar
- Persée
- Qwant
- (zh) Baidu
- (ru) Yandex
- (wd) trouver des œuvres sur Wikidata

Cette page recense la liste des attentats islamistes qui ont eu lieu en Finlande et qui ont fait au moins un mort.

## Années 2010-2019
| Date         | Ville | Lieu(x)                  | Nombre de morts | Organisation terroriste | Victimes                       | Article détaillé           |  |
| ------------ | ----- | ------------------------ | --------------- | ----------------------- | ------------------------------ | -------------------------- |  |
| 18 août 2017 | Turku | Place du marché de Turku | 2               | État islamique          | 2 femmes âgées de 15 et 68 ans | Attaque au couteau à Turku |  |
| Total        | Total | Total                    | 2               |                         |                                |                            |  |